# Šurice (Eslováquia)
Šurice (em húngaro: Sőreg) é um município da Eslováquia, situado no distrito de Lučenec, na região de Banská Bystrica. Tem 14 km² de área e sua população em 2018 foi estimada em 495 habitantes.

## Demografia
| Ano:        | 1994 | 2004    | 2014   | 2024    |
| ----------- | ---- | ------- | ------ | ------- |
| Broj ljudi: | 572  | 513     | 516    | 455     |
| Razlika:    |      | -10,31% | +0,58% | -11,82% |

| Ano:               | 2023 | 2024   |
| ------------------ | ---- | ------ |
| Número de pessoas: | 454  | 455    |
| Diferença:         |      | +0,22% |